# Признак Раабе
Признак Раабе (признак Раабе — Дюамеля) — признак сходимости знакоположительных числовых рядов, установленный в 1832 году Йозефом Людвигом Раабе (Joseph Ludwig Raabe) и независимо в 1839 году Жаном-Мари Дюамелем.

## Формулировка
Ряд {\displaystyle \sum _{n=1}^{\infty }a_{n}} сходится, если при достаточно больших {\displaystyle n} выполняется неравенство
{\displaystyle R_{n}=n\left({\frac {a_{n}}{a_{n+1}}}-1\right)\geqslant r,}
где {\displaystyle r>1}.
Eсли {\displaystyle R_{n}\leqslant 1}, начиная с некоторого {\displaystyle n}, то ряд {\displaystyle a_{n}} расходится.

## Формулировка в предельной форме
Если существует предел:
{\displaystyle R=\lim _{n\to \infty }R_{n}}
то при {\displaystyle R>1} ряд сходится, а при {\displaystyle R<1} — расходится.

Замечание. Если {\displaystyle R=1}, то признак Раабе не даёт ответа на вопрос о сходимости ряда.

## Доказательство
Доказательство основано на применении признака сравнения отношений при сравнении с обобщённым гармоническим рядом.

## Пример
Для {\displaystyle \sum _{n=1}^{\infty }\left(1-{\frac {\ln n}{n}}\right)^{2n}} признак в предельной форме дает 2, что означает сходимость ряда.